# Экзогенные заболевания
Экзогенные заболевания (болезни, индуцируемые внешней средой) — группа заболеваний из различных медицинских отраслей, причиной которых являются внешние факторы окружающей индивида среды. К ним относят все состояния заболевания из токсикологии и аллергологии, частично: из инфектологии (существуют инфекционные патогены в рамках нормальной, допустим, кишечной микрофлоры, обитающие внутри человека, они являются эндогенными (обитая внутри человека), однако эти условные патогены в некоторых ситуациях, например, при травмах(травматическое повреждение кишечника) при специфических формах поведения человека — при половых контактах (оральный, или анальный секс), при ритуальном или какого либо другого рода - канибализме, при иммунодефицитах спровоцировать заболевание) и гнойно-септической хирургии.
Являются полярной противоположностью эндогенных заболеваний.
К экзогенным заболеваниям, индуцируемыми внешними физическимо-механическими, принято также относить: заболевания из травматологии (баротравма, электротравма, ожоговый, травматический шок), гематологии (лучевая болезнь, порфирии, гемобластозы, анемии, гемофилии, агранулоцитозы и коагулопатии), онкологии (токсический, травмотогенный и экогенный радиогегенный, Эми и СВЧ — канцерогенез), генетики, проф. патологии (и из её подотраслевых дисциплин: из космической медицины, военно-полевой хирургии и военно-промышленной токскологии) далеко частично: заболевания из экзогенной дегенеративной неврологии и психиатрии.
Различают:
- Антропогенные экзогенные заболевания — созданные человеком и потенциируемые окружающей его эко-средой. К ним относят все состояния и заболевания из токсикологии и травматологии, частично из аллергологии и онкологии, ревматологии и гематологии.
- Неантропогенные экзогенные заболевания — коими являются все инфекционные заболевания (споры об антропогенном создании СПИДа ведутся до сих пор, однако доказан факт, что современная антропогенная эко-среда влияет на мутации многих инфекционных патогенов, вследствие чего растёт резистентность возбудителей к антибиотикам, произведенным 70 лет назад, противовирусные препараты также теряют свою эффективность, ввиду появления новых мутировавших штаммов, начиная с конца 20го века-), и все их производные из гнойно-септических и гангренозно-некротических отраслей хирургии, а также ими провоцируемые осложнения на различные органы и системы человека, и заболевания, индуцируемые этими осложнениями, чаще всего в виде различных метаболических синдромов (все составляющие полиорганной недостаточности) или эндокринных синдромов (постэнцефалитный диэнцефальный синдром, инфектогенно-панкреотогенный, обусловленный Инсулинозависмый сахарный диабет, диффузно-токсический зоб).

К антропогенным факторам экзогенных заболеваний относят все побочные эффекты урбанизации — повышения токсических доз выбросов CO₂, нефтепродуктов, продуктов бытовой химии и деревообработки и других нефте-химических веществ в окружающую среду человека, учащённый травматизм на индустриализированных предприятиях и в больших городах, искусственно созданные источники ионизирующего и неионизирующего излучения (генетические дефекты, терратогенез, генотоксичность эмбриотоксичность в патогенезе генетических заболеваний), непредвиденные аварии с этими источниками (Авария на Чернобыльской АЭС , Авария на Фукусиме ), фарм-индустрия и непредвиденные или недостаточно изученные токсические, или аллергические побочные эффекты лекарств, особенно в нарастающих случаях их передозировки. Создание генно-модифицированных продуктов. И влияние человека с помощью фарм-индустрии и неблагоприятно созданной эко-среды на инфекционные заболевания (внутри больничная пневмония, легионелез, атипичная пневмония), на мутацию и патогенез возбудителя.
К неантропогенным относят неблагоприятную санэпидемическую обстановку деревень и маленьких городов с низким средним жизненным уровнем: балочные дома, сточные канализационные воды, загрязненные водоемы деревень, вспышки эпидемий гриппа, кори и др инфекционных заболеваний.

## Экзогенные заболевания в психиатрии
К экзогенным психическим расстройствам относятся симптоматические психозы (при соматических инфекционных заболеваниях, неинфекционных, интоксикациях лекарственными средствами, бытовыми и промышленными химическими веществами), металкогольные психозы, психозы, вызванные травмами и психогениями (реактивные психозы, неврозы).